# Raffaele Cananzi
Raffaele Cananzi (Caulonia, 28 dicembre 1939) è un politico italiano, avvocato dello Stato.

## Biografia
Vincitore di una borsa di studio per il Collegio Augustinianum, ha studiato presso l'Università Cattolica di Milano, dove si è laureato in giurisprudenza.
Esponente di spicco del movimento cattolico italiano, è stato presidente nazionale dell'Azione Cattolica Italiana dal 1986 al 1992.
Successivamente è stato deputato nella XIII Legislatura per L'Ulivo e sottosegretario alla Presidenza del Consiglio dei ministri nel II governo Amato (2000-2001).